# Porsche
Порше је немачки произвођач суперспортских аутомобила. Настали су 1931, основао их је Фердинанд Порше. Седиште Поршеа је у Штутгарту и у власништву су Фолксваген групе.

## Занимљивости
Они су једина фабрика аутомобила у Немачкој која не поштује ограничење брзине на 250 km/h, па ни на једном моделу аутомобила Порше нема лимитер брзине.

### Трактори
- Порше Тип 110
- Порше АП Серија
- Порше Јуниор (14 hp)
- Порше Стандард (25 hp)
- Порше Супер (38 hp)
- Порше Мастер (50 hp)
- Порше 312
- Порше 108F
- Порше R22
- Порше AP16

### Потрошачки аутомобили
- 356 (1948-1965)
- 550 Спајдер (1953-1957)
- 911 (1963-тренутно)
  - 911 (1963-1972)
  - Г серија (1973—1988)
    - 930 (1980-1988)

  - 964 (1989-1993)
  - 993 (1994-1998)
  - 996 (1999-2004)
  - 997 (2005-2012)
  - 991 (2013-2018)
  - 992 (2019-данас)
- 912 (1965-1969)
- 914 (1969-1975)
- 924 (1976-1988)
- 928 (1978-1995)
- 944 (1982-1991)
- 959 (1986-1988)
- 968 (1992-1995)
- Бокстер (1996-тренутно)
  - 986 (1996-2005)
  - 987 (2005-тренутно)
- Кајен (2002-тренутно)
- Карера ГТ (2004-2006)
- Кајман (2006-тренутно)
- Панамера (2009-непознат)

Пажња : болдовани модели су тренутни

### Тркачки аутомобили
- 64
- 360 Циситалиа
- 550 Спајдер
- 718
- 804
- 904
- 906
- 907
- 908
- 909 Бергспајдер
- 910
- 911
- 914
- 917
- 934
- 935
- 936
- 924
- 944
- 956
- 959
- 961
- Порше-Марш 89 P
- WSC Joest Racing Спајдер
- РС Спајдер

Пажња : болдовани модели су тренутни